# Africa de Est Germană
Africa de Est Germană (germană: Deutsch-Ostafrika) (AEG) a fost o colonie germană din regiunea Marilor Lacuri din Africa, care includea actualele Burundi, Rwanda, Tanzania continentală și Triunghiul Kionga, o regiune mică încorporată ulterior în Mozambic. Suprafața ei era de 994.996 de kilometri pătrați (384.170 mile pătrate), care era de aproape trei ori suprafața Germaniei de astăzi și dubla suprafața Germaniei metropolitane de atunci.
Colonia a fost organizată când armata germană a fost rugată la sfârșitul anilor 1880 să înăbușe o revoltă împotriva activităților Companiei Germane din Africa de Est. S-a încheiat cu înfrângerea Germaniei Imperiale în Primul Război Mondial. În cele din urmă, AEG a fost împărțită între Marea Britanie, Belgia și Portugalia și a fost reorganizată ca mandat al Societății Națiunilor.

## Istorie
Ca și alte puteri coloniale, germanii și-au extins imperiul în regiunea Marilor Lacuri din Africa, aparent pentru a lupta împotriva sclaviei și a comerțului cu sclavi. Spre deosebire de alte puteri imperiale, însă, nici ele nu au desființat oficial sclavia, preferând în schimb să reducă producția de noi „recruți” și să reglementeze afacerile de sclavi existente.
Colonia a început când Carl Peters, un aventurier care a fondat Societatea pentru Colonizare Germană, a semnat tratate cu mai multe căpetenii native pe continentul vis-a-vis de Zanzibar. La 3 martie 1885, guvernul german a anunțat că a acordat o carte imperială, care a fost semnată de cancelarul Otto von Bismarck la 27 februarie 1885. Cartea imperială a fost acordată companiei lui Peters și avea scopul de a stabili un protectorat în Marile Lacuri africane. Peters a recrutat apoi specialiști care au început să exploreze la sud, până la râul Rufiji și la nord, până la Witu, lângă Lamu, pe coastă. Sultanul din Zanzibar a protestat, susținând că el este conducătorul atât al Zanzibarului, cât și al continentului. Cancelarul Bismarck a trimis apoi cinci nave de război, care au sosit la 7 august 1885 și și-au antrenat tunurile pe palatul sultanului. Sultanul a fost forțat să accepte pretențiile germane pe continent, în afara unei benzi de 10 mile de-a lungul Coastei. În noiembrie 1886, Germania și Marea Britanie au încheiat un acord prin care au declarat că respectă suveranitatea sultanului din Zanzibar asupra insulelor sale și a fâșiei de 10 mile de-a lungul coastei, altfel au convenit asupra sferelor lor de interes de-a lungul a ceea ce este acum granița tanzano-kenyană. Britanicii și germanii au convenit să împartă continentul între ei, iar sultanul nu a avut altă opțiune decât să fie de acord.

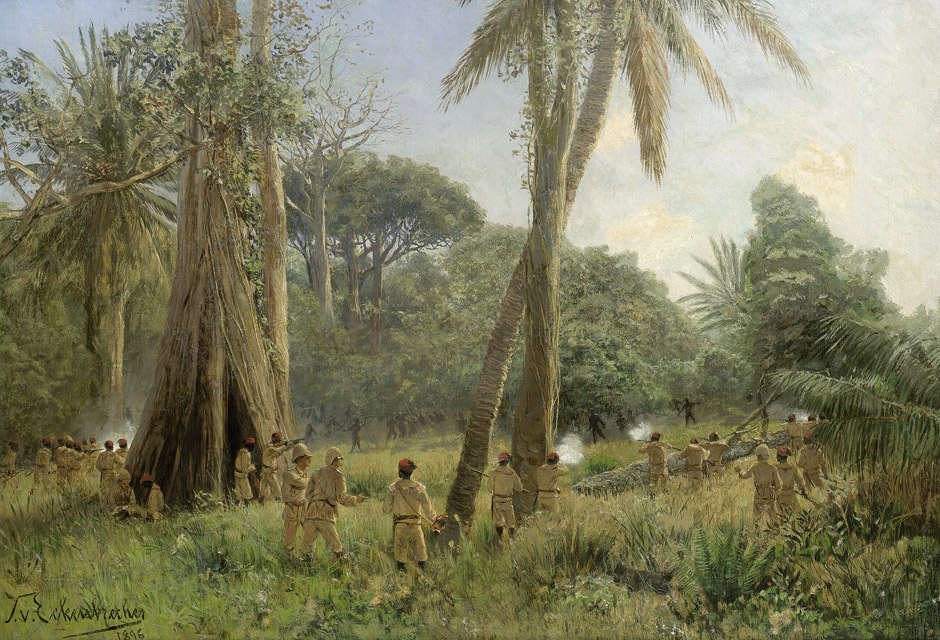
Soldații Askari sub comanda germană, 1896

Stăpânirea germană a fost stabilită rapid asupra Bagamoyo, Dar es Salaam și Kilwa. Caravanele lui Tom von Prince, Wilhelm Langheld, "Emin Pașa" și Charles Stokes au fost trimise să domine „Strada Caravanelor”. În 1890, Londra și Berlin au încheiat Tratatul Helgoland-Zanzibar, care a returnat Helgoland Germaniei și a hotărât granița dintre AEG și Protectoratul Africii de Est controlat de Marea Britanie, deși granițele exacte au rămas nemonitorizate până în 1910.
Porțiunea de graniță dintre Kenya și Tanzania, care merge de la mare până la Lacul Victoria, a fost cercetată de doi frați britanici; Charles Stewart Smith (Consul britanic la Mombasa) și fratele său mai mic George Edward Smith (ofițer, iar mai târziu general, în Royal Engineers). Stewart Smith fusese numit comisar britanic în 1892 pentru delimitarea graniței anglo-germane din Africa și, în același an, ambii au supravegheat linia de 180 de mile de la mare până la Muntele Kilimanjaro. Doisprezece ani mai târziu, George Edward Smith s-a întors pentru a finaliza studiul celor 300 de mile rămase de la Kilimanjaro până la Lacul Victoria. 
Între 1891 și 1894, poporul Hehe, condus de șeful Mkwawa, a rezistat expansiunii germane. Au fost învinși pentru că triburile rivale i-au susținut pe germani. După ani de război de gherilă, Mkwawa însuși a fost încolțit și s-a sinucis în 1898.
Rebeliunea Maji Maji a avut loc în 1905 și a fost înăbușită de guvernatorul Gustav Adolf von Götzen, care a ordonat o foamete pentru a zdrobi rezistența; este posibil să fi costat până la 300.000 de decese. Scandalul a urmat în curând, însă, cu acuzații de corupție și brutalitate. În 1907, cancelarul Bernhard von Bülow l-a numit pe Bernhard Dernburg să reformeze administrația colonială.
Administratorii coloniali germani se bazau foarte mult pe șefii nativi pentru a menține ordinea și a colecta taxe. Până la 1 ianuarie 1914, în afară de poliția locală, garnizoanele militare ale Schutztruppen (trupele de protecție) de la Dar es Salaam, Moshi, Iringa și Mahenge numărau 110 ofițeri germani (inclusiv 42 ofițeri medicali), 126 subofițeri și 2.472 Askari (bărbați înrolați nativi).

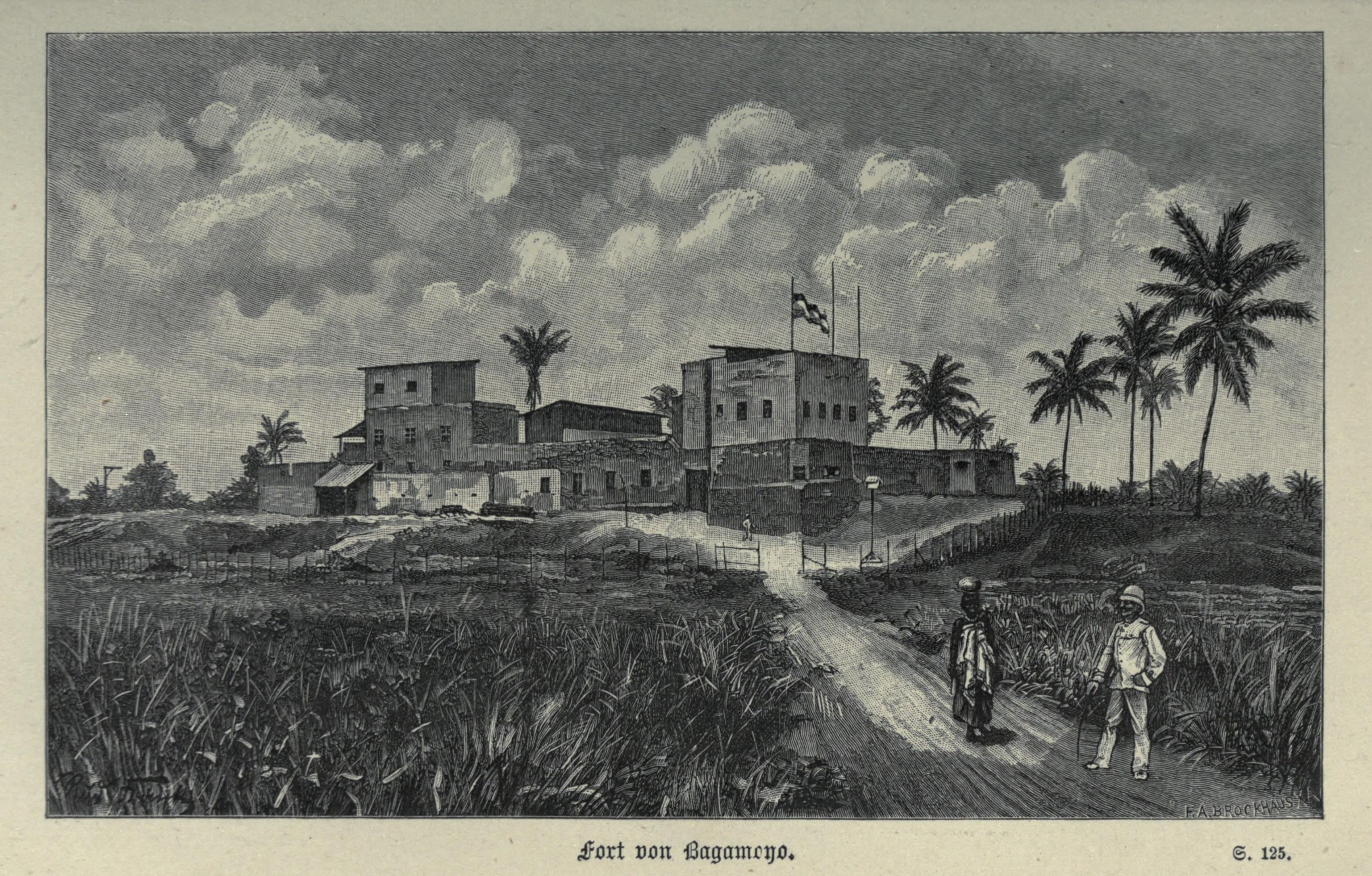
Fortul Bagamoyo, c. 1891

## Dezvoltare economică
Germanii au promovat comerțul și creșterea economică. Peste 100.000 de acri (40.000 ha) au fost puse sub cultură de sisal, care a fost cea mai mare recoltă comercială. Au fost plantați două milioane de arbori de cafea, arbori de cauciuc au crescut pe 200.000 de acri (81.000 ha) și existau plantații mari de bumbac.

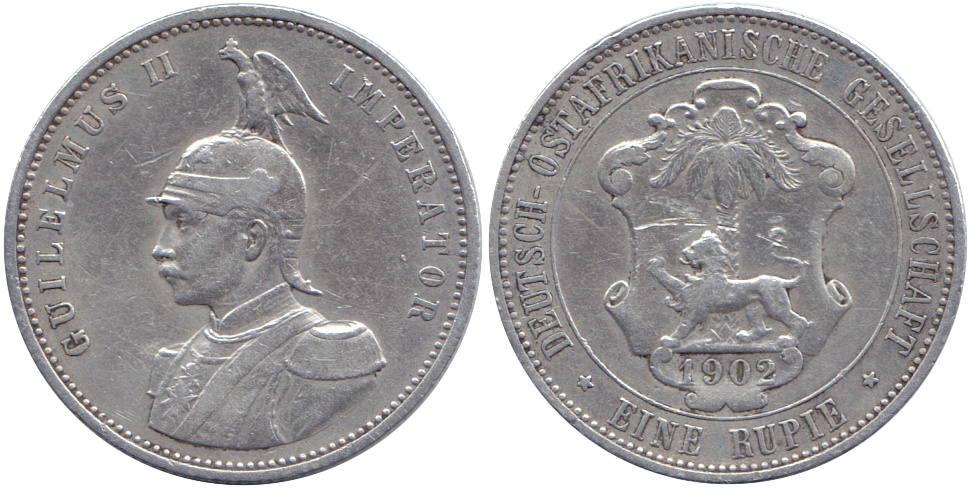
1 ruppee, Africa de Est Germană, bătută în 1902, din argint

Pentru a aduce pe piață aceste produse agricole, începând cu 1888, a fost construită calea ferată Usambara de la Tanga la Moshi. Calea ferată centrală a acoperit 775 mile (1.247 km) și a făcut legătura între Dar es Salaam, Morogoro, Tabora și Kigoma. Legătura finală cu țărmul estic al lacului Tanganyika a fost finalizată în iulie 1914 și a fost motiv pentru o sărbătoare uriașă și festivă în capitală cu un târg agricol și o expoziție comercială. Facilități portuare au fost construite sau îmbunătățite cu macarale electrice, cu acces feroviar și depozite. Cheiurile au fost remodelate la Tanga, Bagamoyo și Lindi. În 1912, Dar es Salaam și Tanga au primit 356 de nave de marfă și pasageri cu aburi și peste 1.000 de nave de coastă și nave comerciale locale. Dar es Salaam a devenit orașul-vitrină al întregii Africii tropicale. Până în 1914, Dar es Salaam și provincia înconjurătoare aveau o populație de 166.000 de locuitori, dintre care 1.000 de germani. În toată AEG, erau 3.579 de germani.
Exploatarea aurului din Tanzania în vremurile moderne datează din perioada colonială germană, începând cu descoperirile de aur lângă Lacul Victoria în 1894. Kironda-Goldminen-Gesellschaft a înființat una dintre primele mine de aur din colonie, Mina de aur Sekenke, care a început să funcționeze în 1909, după găsirea aurului acolo în 1907.

## Educație
Germania a dezvoltat un program educațional pentru africani care includea școli primare, secundare și profesionale. „Calificările de instructor, programele, manualele, materialele didactice, toate au îndeplinit standarde de neegalat oriunde în Africa tropicală.” În 1924, La zece ani de la începutul Primului Război Mondial și la șase ani de la stăpânirea britanică, Comisia americană Phelps-Stokes a raportat: „În ceea ce privește școlile, germanii au realizat minuni. Trebuie să treacă ceva timp înainte ca educația să atingă standardul la care a ajuns sub germani.”
Cuvântul swahili shule înseamnă școală și a fost împrumutat din cuvântul german Schule.

## Populația la începutul Primului Război Mondial
Cea mai populată colonie a Imperiului German, era de peste 7,5 milioane de localnici, dintre care aproximativ 30% erau musulmani, iar restul aparținând diferitelor credințe tribale sau creștini convertiți, în comparație cu aproximativ 10.000 de europeni, care locuiau în principal în locații de coastă și reședințe oficiale. În 1913, în colonie locuiau doar 882 de fermieri și plantatori germani. Aproximativ 70.000 de africani au lucrat în plantațiile din AEG.

## Primul Război Mondial

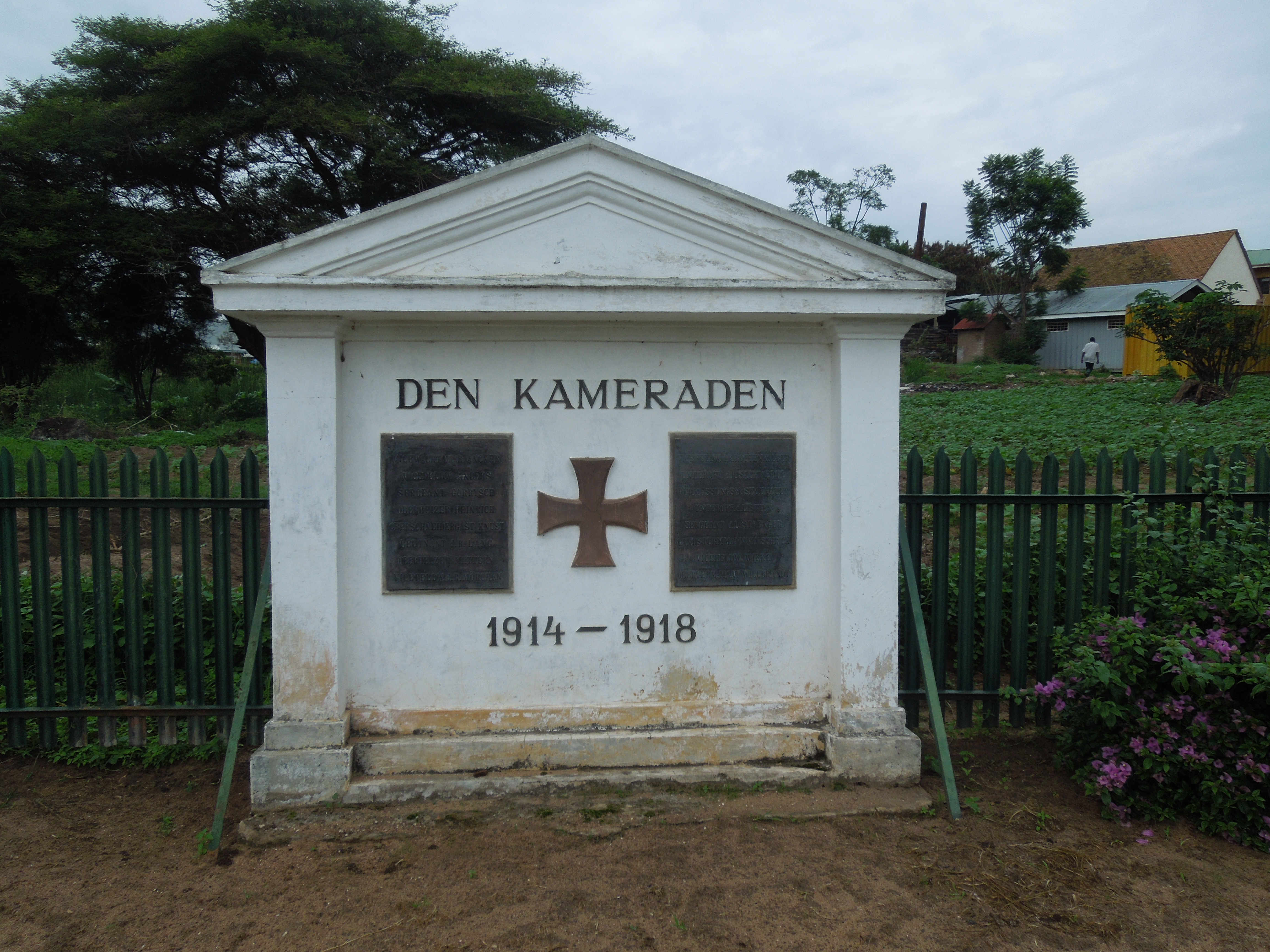
Memorialul Primului Război Mondial din Iringa, Tanzania

Generalul Paul von Lettow-Vorbeck, care a servit în Africa de Sud-Vest germană și Kamerun, a condus armata germană în AEG în timpul Primului Război Mondial. Strategia lor de război a fost să împodobească armata britanică/imperială de 40.000, care era uneori comandată de fostul comandant al celui de-al doilea război boer, Jan Smuts. Una dintre cele mai mari victorii ale lui Lettow-Vorbeck a fost în bătălia de la Tanga (3–5 noiembrie 1914), unde forțele germane au învins o forță britanică de peste opt ori mai mare.
Războiul de gherilă a lui Lettow-Vorbeck a obligat Marea Britanie să angajeze resurse semnificative unui teatru colonial minor pe tot parcursul războiului și a provocat peste 10.000 de victime. În cele din urmă, greutatea numărului, mai ales după ce forțele venite din Congoul belgian atacaseră din vest (Bătălia de la Tabora), iar proviziile în scădere l-au forțat Lettow-Vorbeck să abandoneze colonia. S-a retras în sud, în Mozambicul portughez, apoi în Rhodesia de Nord, unde a fost de acord cu o încetare a focului la trei zile după încheierea războiului, după ce a primit vestea despre armistițiul dintre națiunile în război.
Lettow-Vorbeck a fost apreciat după război drept unul dintre eroii Germaniei. Schutztruppe-ul său a fost celebrat ca singura forță germană colonială în timpul Primului Război Mondial care nu a fost învinsă în luptă deschisă, deși adesea s-au retras atunci când erau depășite numeric. Trupele coloniale Askari care luptaseră în campania est-africană au primit mai târziu plăți de pensie de către Republica Weimar și Germania de Vest.

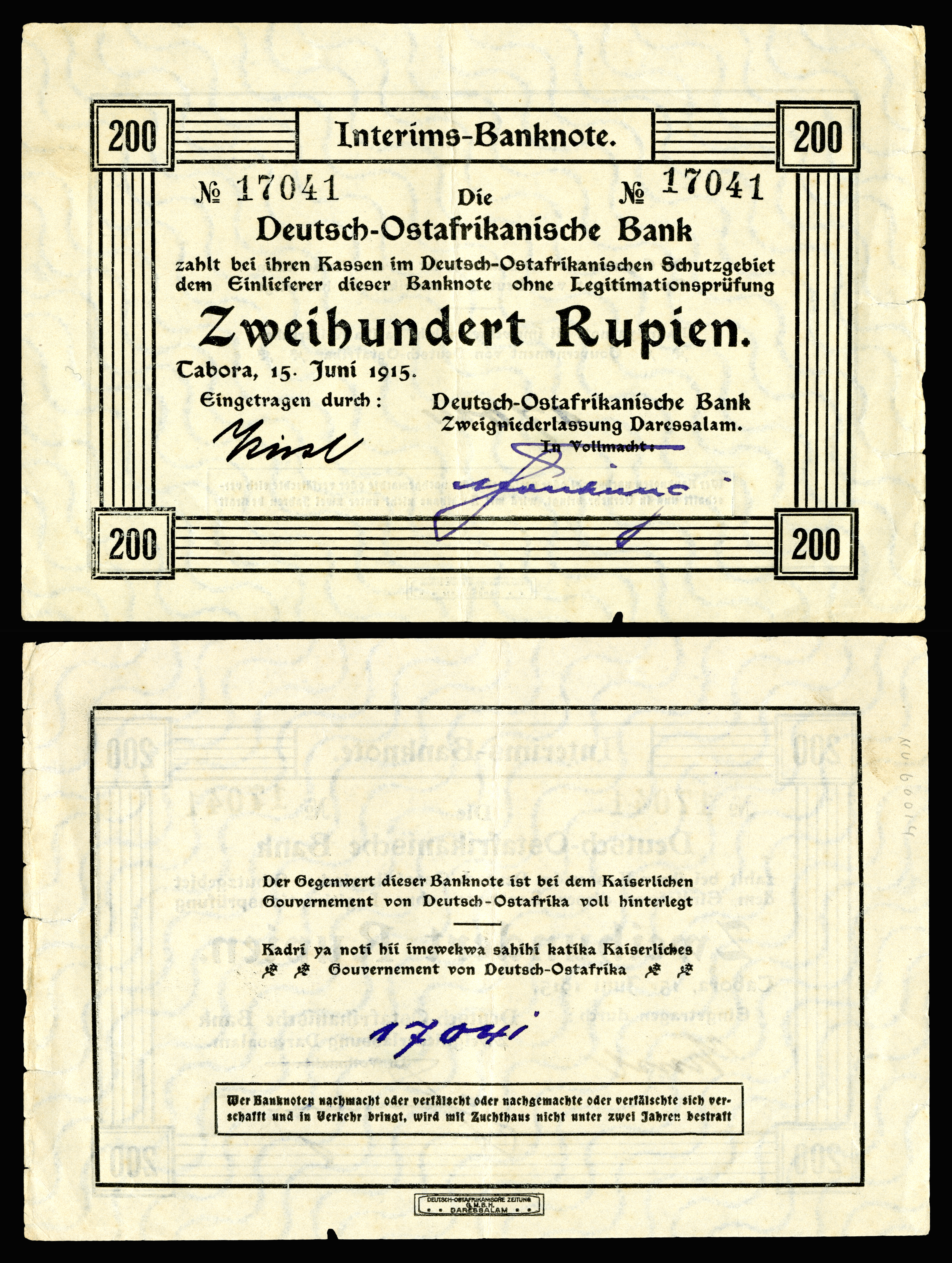
O bancnotă provizorie de 200 de rupii est-africane germane emisă în Dar es Salaam în 1915–1917. Moneda a trebuit să fie tipărită local din cauza lipsei semnificative de provizii rezultată din blocada navală.

Königsberg, un crucișător ușor german, a luptat și în largul coastei regiunii Marilor Lacuri din Africa. În cele din urmă, a fost prăbușită în delta Rufiji în iulie 1915, după ce a rămas fără cărbune și piese de schimb și, ulterior, a fost blocată și bombardată de britanici. Echipajul supraviețuitor a scos tunurile rămase ale navei și le-a montat pe vagoane, înainte de a se alătura forțelor terestre, sporind considerabil eficiența acestora.

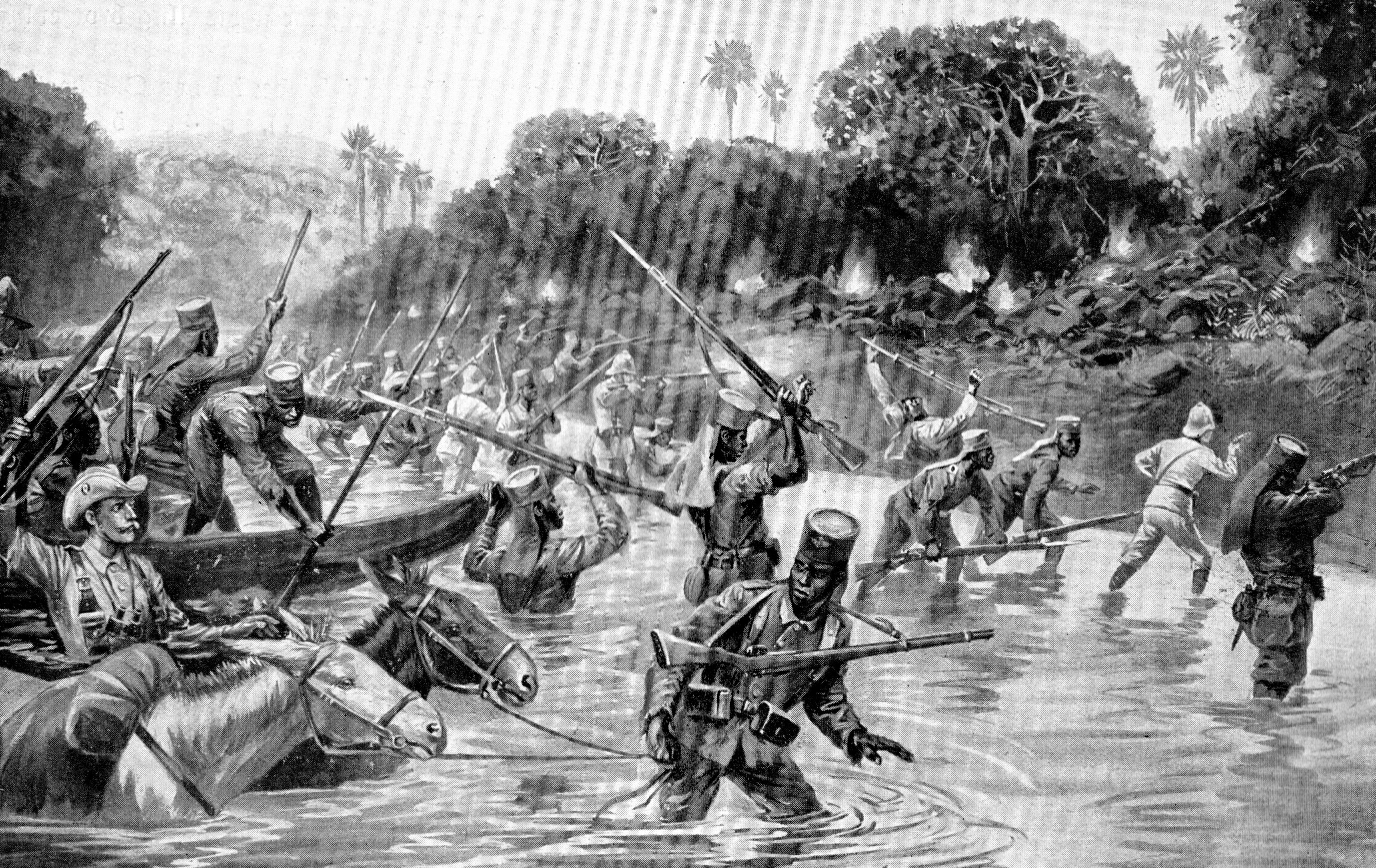
Portughezii au fost flancați de germani, în timp ce aveau tabăra la Ngomano pe 25 noiembrie 1917.

O altă campanie mai mică a fost desfășurată pe malul sudicului Lacului Tanganyika în perioada 1914-1915. Aceasta a implicat o flotilă improvizată britanică și belgiană și garnizoana Reichsheer la Bismarckburg (Kasanga de astăzi).

## Destrămarea coloniei
Consiliul Suprem al Conferinței de Pace de la Paris din 1919 a acordat Marii Britanii întreaga Africă de Est Germană la 7 mai 1919, din cauza obiecțiilor ferme ale Belgiei. Secretarul colonial britanic, Alfred Milner, și ministrul plenipotențiar al Belgiei, Pierre Orts, a negociat apoi acordul anglo-belgian din 30 mai 1919 prin care Marea Britanie a cedat districtele  din nord-vestul AEG: Ruanda și Burundi, Belgiei. Comisia pentru Mandate a ratificat acest acord la 16 iulie 1919.[30]: 246–7  Consiliul Suprem a acceptat acordul la 7 august 1919.
La 12 iulie 1919, Comisia pentru Mandate a convenit ca micul Triunghi Kionga la sud de râul Rovuma să fie dat Portugaliei,devenind în cele din urmă parte a Mozambicului independent. Comisia a motivat că Germania a forțat practic Portugalia să cedeze triunghiul în 1894.
Tratatul de la Versailles a fost semnat la 28 iunie 1919, deși tratatul nu a intrat în vigoare până la 10 ianuarie 1920. La acea dată, AEG a fost transferat oficial în Marea Britanie, Belgia și Portugalia. Tot la acea dată, „Tanganyika” a devenit numele teritoriului britanic.

## Hărți

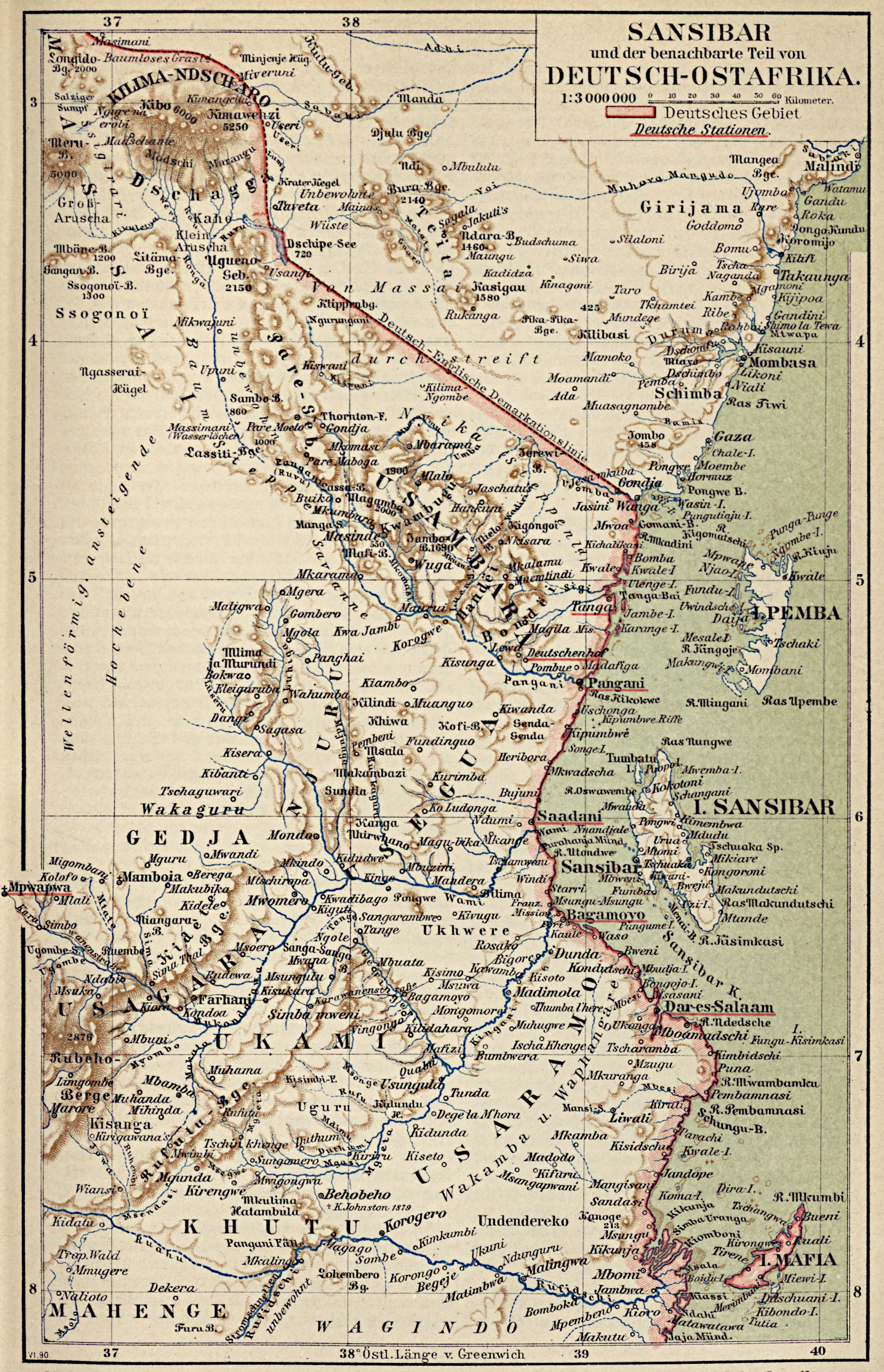
Harta istorică a coastei germane a Africii de Est, 1890

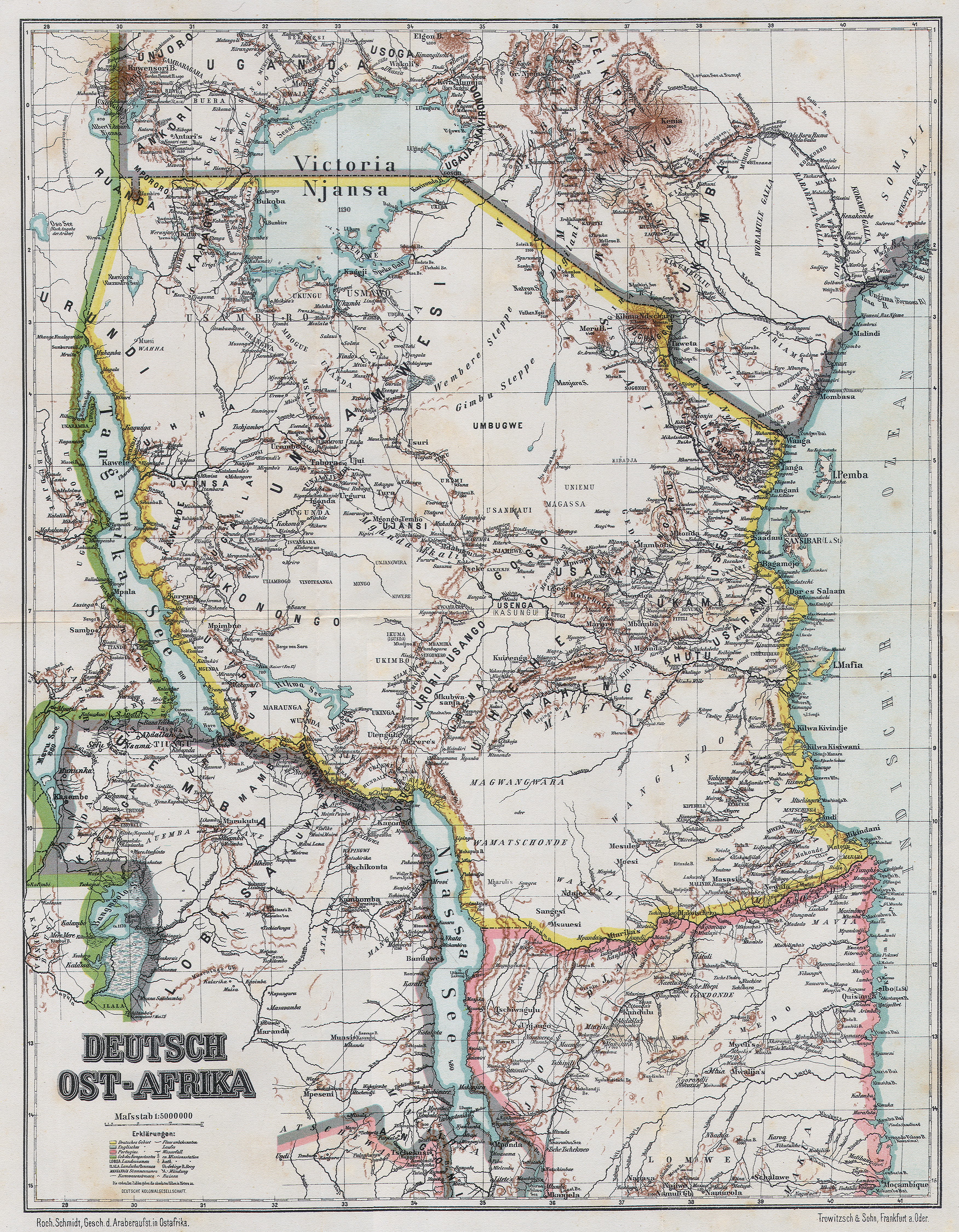
Harta istorică a Africii de Est germane, 1892

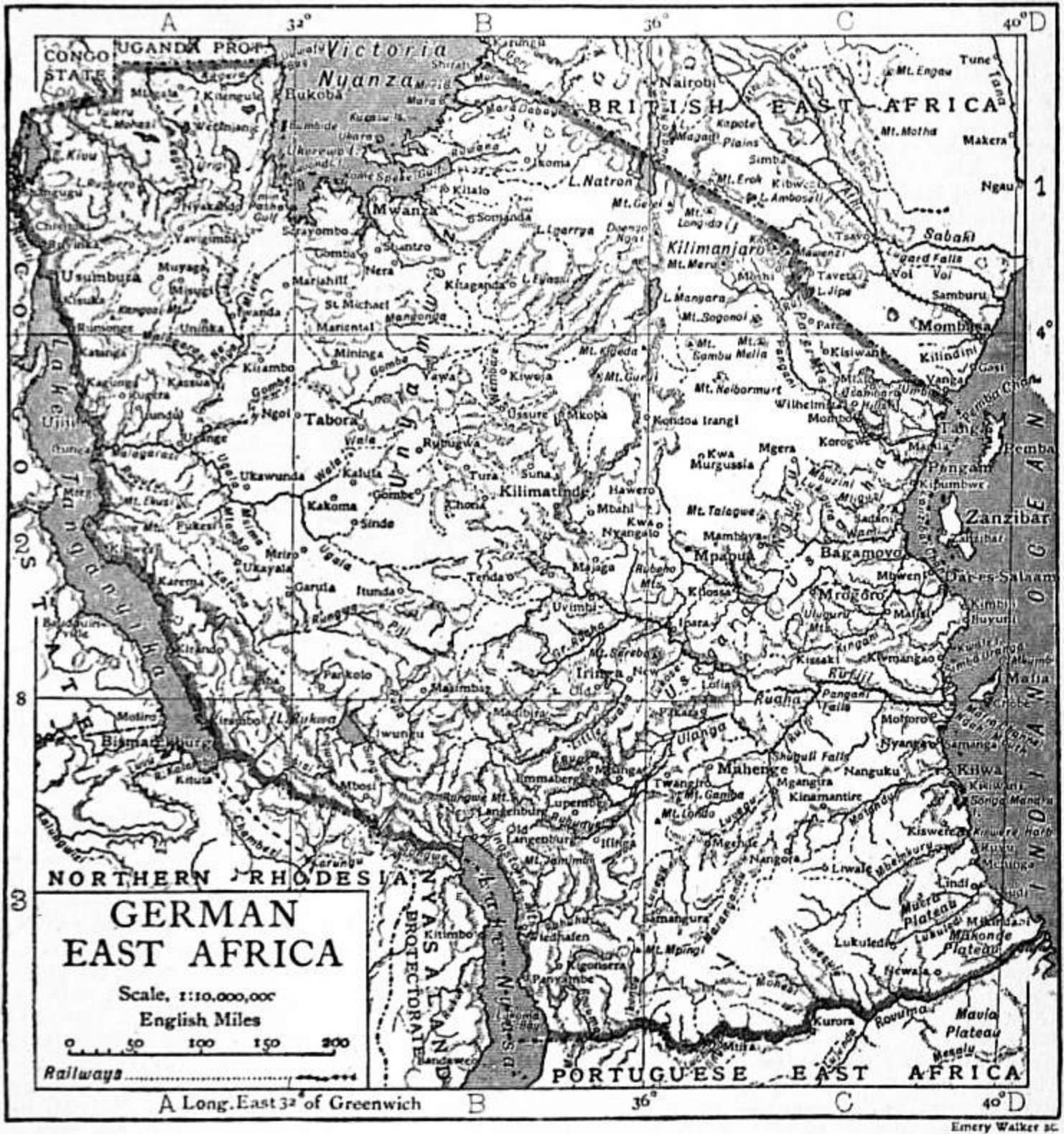
Harta istorică a Africii de Est germane, 1911

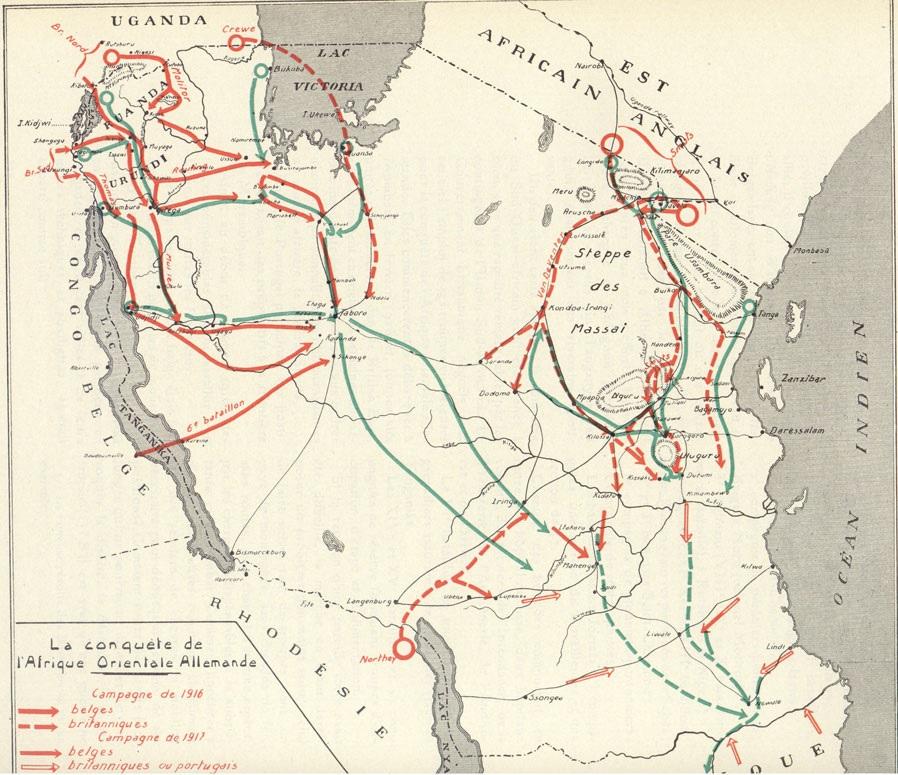
Luptele din primul război mondial